# روكي 3
روكي 3 (بالإنجليزية: Rocky 3)‏ هو فيلم دراما تم إنتاجه في الولايات المتحدة وصدر في سنة 1982 هو الجزء الثالث من سلسلة أفلام روكي. الفيلم من إخراج سيلفستر ستالون وكتابة سيلفستر ستالون. من بطولة سيلفستر ستالون وتاليا شاير.

## قصة
بعد ثلاث سنوات من الفوز بالبطولة ضد أبولو كريد، حقق روكي سلسلة من الدفاعات الناجحة عن اللقب. لقد جمع روكي ثروة كبيرة وانتقل إلى قصر فخم بالقرب من فيلادلفيا. دون علم روكي، ارتقى ملاكم يُدعى كلوبر لانج في الرتب. خلال حفل الكشف عن تمثال روكي على الدرجات القريبة من متحف الفن، يشاهد لانج الحدث ويتحدى روكي في مباراة.
في يوم المباراة، تنشأ حالة من الاضطراب خلف الكواليس، حيث يدفع لانج ميكي بعيدًا عن متناوله، مما يؤدي إلى إصابة ميكي بسكتة قلبية. يريد روكي إلغاء المباراة، لكن سيتوجب عليه التنازل عن لقبه في البطولة إذا فعل ذلك، لذا ليس لديه خيار سوى المشاركة. يستمر العرض كما هو مخطط له، لكن روكي لم يكن في كامل تركيزه، وتم إخراجه في الجولة الثانية، مما سمح للانغ بالحصول على البطولة. بعد المباراة، يذهب روكي لرؤية ميكي، الذي يموت.
بعد جنازة ميكي، يتجول روكي في شوارع فيلادلفيا في حالة من الذهول حتى يزور صالة الألعاب الرياضية المغلقة التي يرتادها ميكي، حيث يختبئ أبولو كريد على متنها. شهد أبولو المباراة الأخيرة كمحلل ضيف ويعرض تدريب روكي لمباراة العودة ضد لانغ. يسافرون إلى لوس أنجلوس برفقة أدريان وبولي ليكونوا متخصصين في الزوايا. يواجه أدريان روكي بالقرب من الشاطئ، متسائلاً عن سبب اختياره لأبولو لتدريبه وكيف يشعر بشأن مباراة العودة القادمة ضد لانج. على الرغم من أن روكي يعبر عن إحباطه، إلا أنه لا يزال يشعر بالثقة في أنه سيكون قادرًا على تجاوز الأمر، حتى بدون ميكي.
خلال مباراة العودة ضد لانج، يرتدي روكي ملابس الملاكمة التي كان يرتديها أبولو سابقًا. تنتهي مباراة العودة بقيام روكي بإقصاء لانج، واستعادة البطولة.

## روابط خارجية
- روكي 3 على موقع IMDb (الإنجليزية)
- روكي 3 على موقع ميتاكريتيك (الإنجليزية)
- روكي 3 على موقع روتن توميتوز (الإنجليزية)
- روكي 3 على موقع نتفليكس (الإنجليزية)
- روكي 3 على موقع قاعدة بيانات الأفلام العربية
- روكي 3 على موقع ألو سيني (الفرنسية)
- روكي 3 على موقع Turner Classic Movies (الإنجليزية)
- روكي 3 على موقع أول موفي (الإنجليزية)
- روكي 3 على موقع بوكس أوفيس موجو (الإنجليزية)
- روكي 3 على موقع فيلمافينيتي (الإسبانية)